# Rodleben

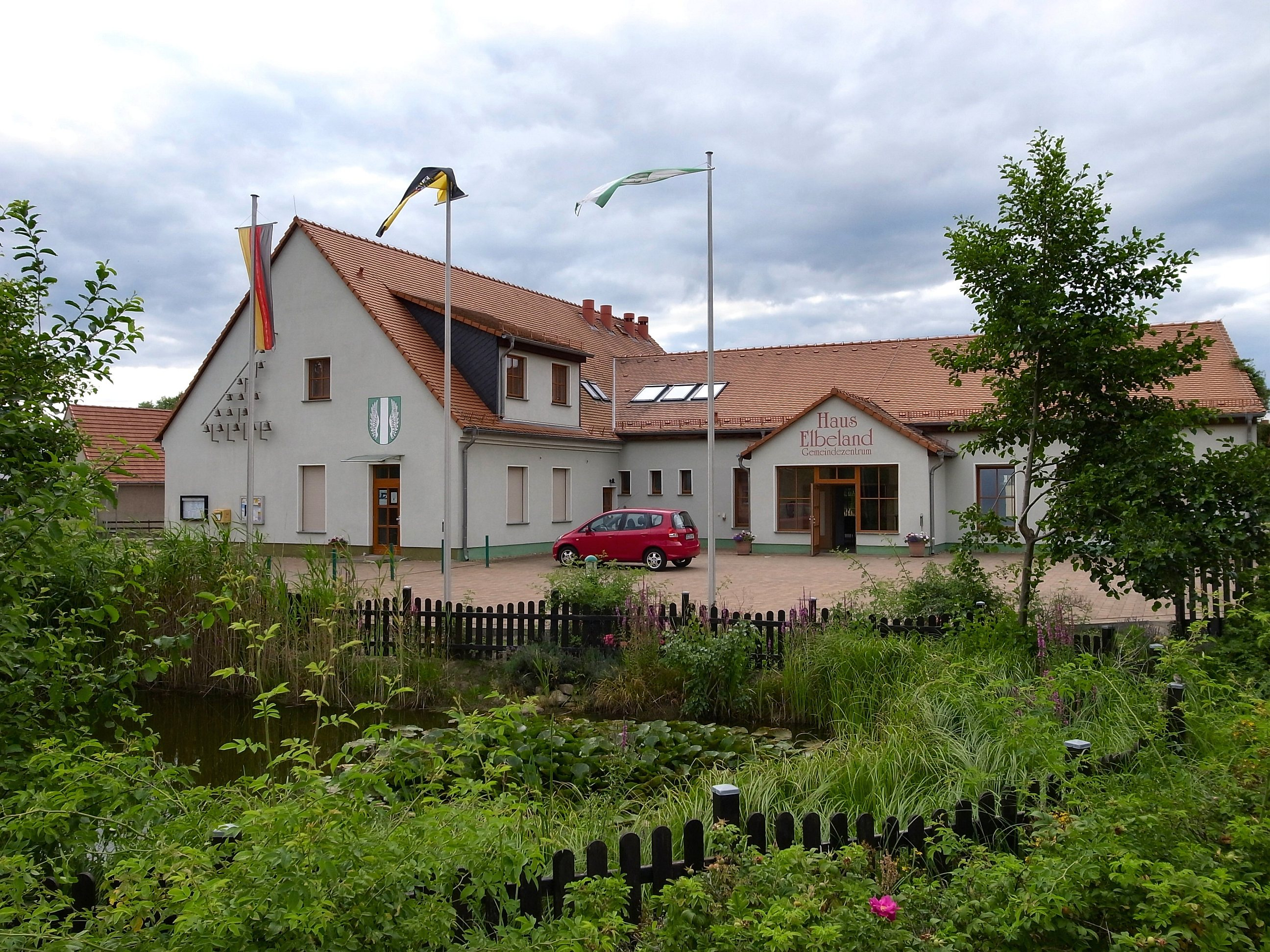
Haus Elbeland (Gemeindezentrum)

Rodleben ist eine Ortschaft von Dessau-Roßlau, einer kreisfreien Stadt im Bundesland Sachsen-Anhalt. Er liegt westlich des Stadtteils Roßlau nördlich der Elbe.

## Ortsteile
Zur Gemeinde Rodleben gehörten der Ortsteil Tornau und die Wohnplätze Bernsdorf, Bernsdorfer Heide und Galgenbreite.

## Geschichte
Erstmals Erwähnung fand der Ort im Lehnbuch des Grafen Albrecht I. von Anhalt im Jahr 1307 als Rodeleve. Die romanische Dorfkirche Rodleben entstand aber bereits Ende des 12. Jahrhunderts. Während des Dreißigjährigen Krieges wurde der Ort 1626 bei der Schlacht um die Dessau-Roßlauer Elbbrücke nahezu vollständig zerstört. Ursprünglich zu Anhalt-Zerbst gehörig, fiel Rodleben 1797 bei der Zerbster Teilung mit der gesamten Roßlauer Gegend an Anhalt-Köthen.
Am 20. Juli 1950 wurde die bis dahin eigenständige Gemeinde Tornau nach Rodleben eingemeindet.
Die Gemeinde Rodleben gehörte zur Verwaltungsgemeinschaft Rosseltal und lag im Landkreis Anhalt-Zerbst. Durch die Eingemeindung nach Dessau am 1. Januar 2005 verlor Rodleben seine politische Selbstständigkeit.

## Politik
Letzter Bürgermeister war Joachim Meißner (CDU).

### Ehemaliges Wappen
Blasonierung: „In Grün ein silberner Pfahl begleitet von einem silbernen Flug.“
Der Bezug zur nahen Elbe stellt sich durch den Pfahl dar. Die Besonderheit, dass hier alljährlich bis 70.000 Waldsaat- und Blessgänse überwintern ist einmalig und wird durch den Flug ausgedrückt. Zudem unternahmen die anhaltischen Fürsten hier schon früher Jagd auf Wassergeflügel.
Das Wappen wurde 2002 vom Kommunalheraldiker Jörg Mantzsch gestaltet.

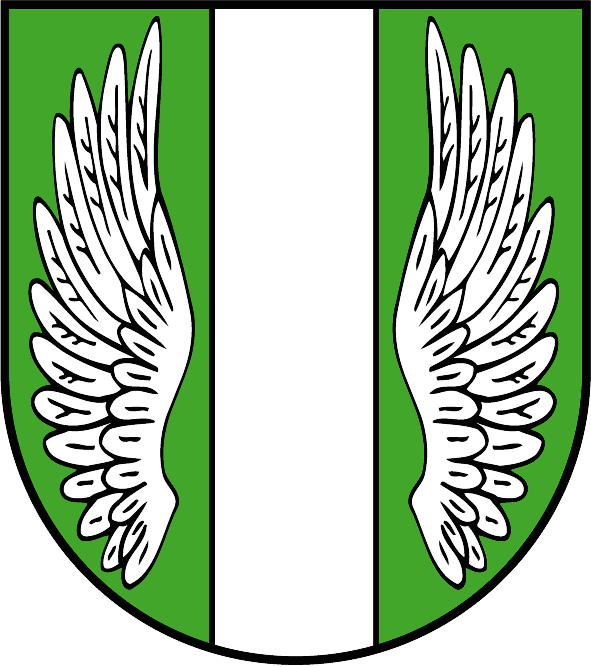
Ehemaliges Wappen

## Persönlichkeiten
Der Chemiker und Unternehmer Walther Schrauth (1881–1939) verstarb in Rodleben.
Joachim Fickert, u. a. langjähriger Trainer der kambodschanischen Fußballnationalmannschaft der Männer, kam 1947 in Rodleben zur Welt.

## Bauwerke
In Rodleben stehen u. a. eine spätromanische Kirche, die als schlichter Feldsteinbau nach der Schlacht um die Elbbrücken zwischen den Jahren 1626 bis 1700 wieder aufgebaut wurde. Daneben befindet sich ein Gemeindezentrum in Rodleben (siehe die folgenden Bilder). 

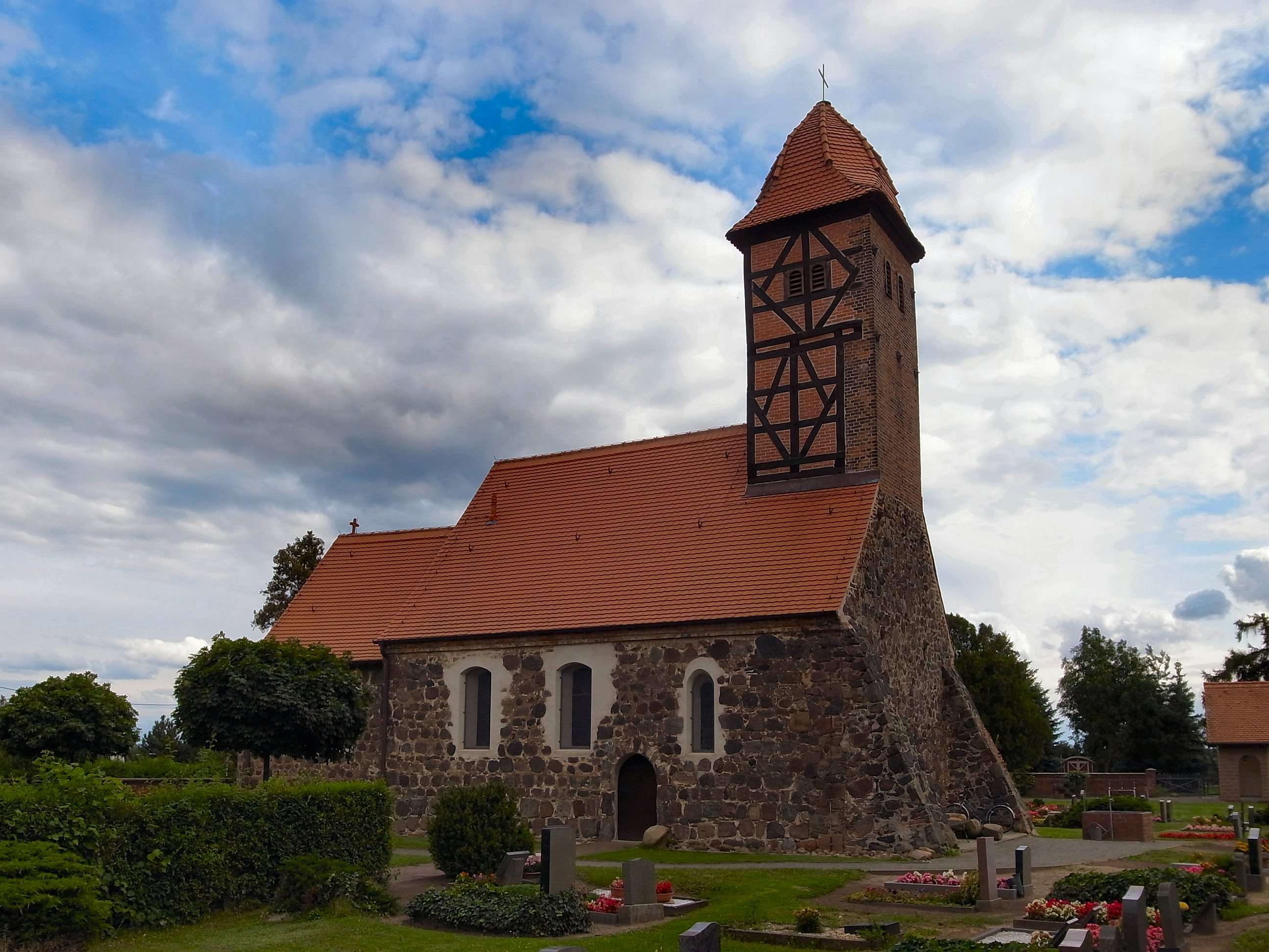
Ev. Kirche zu Rodleben
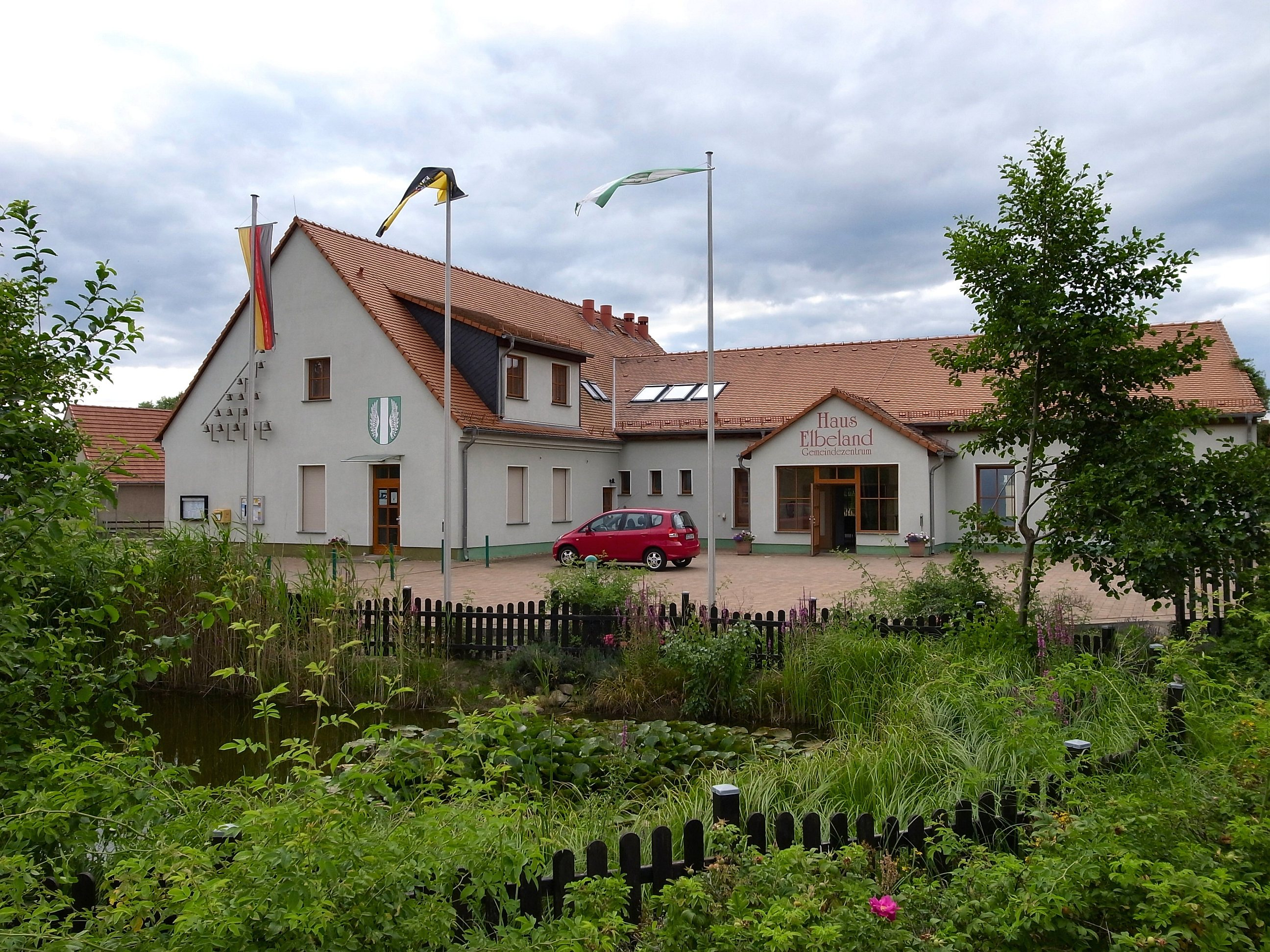
Haus Elbeland (Gemeindezentrum)

## Verkehr

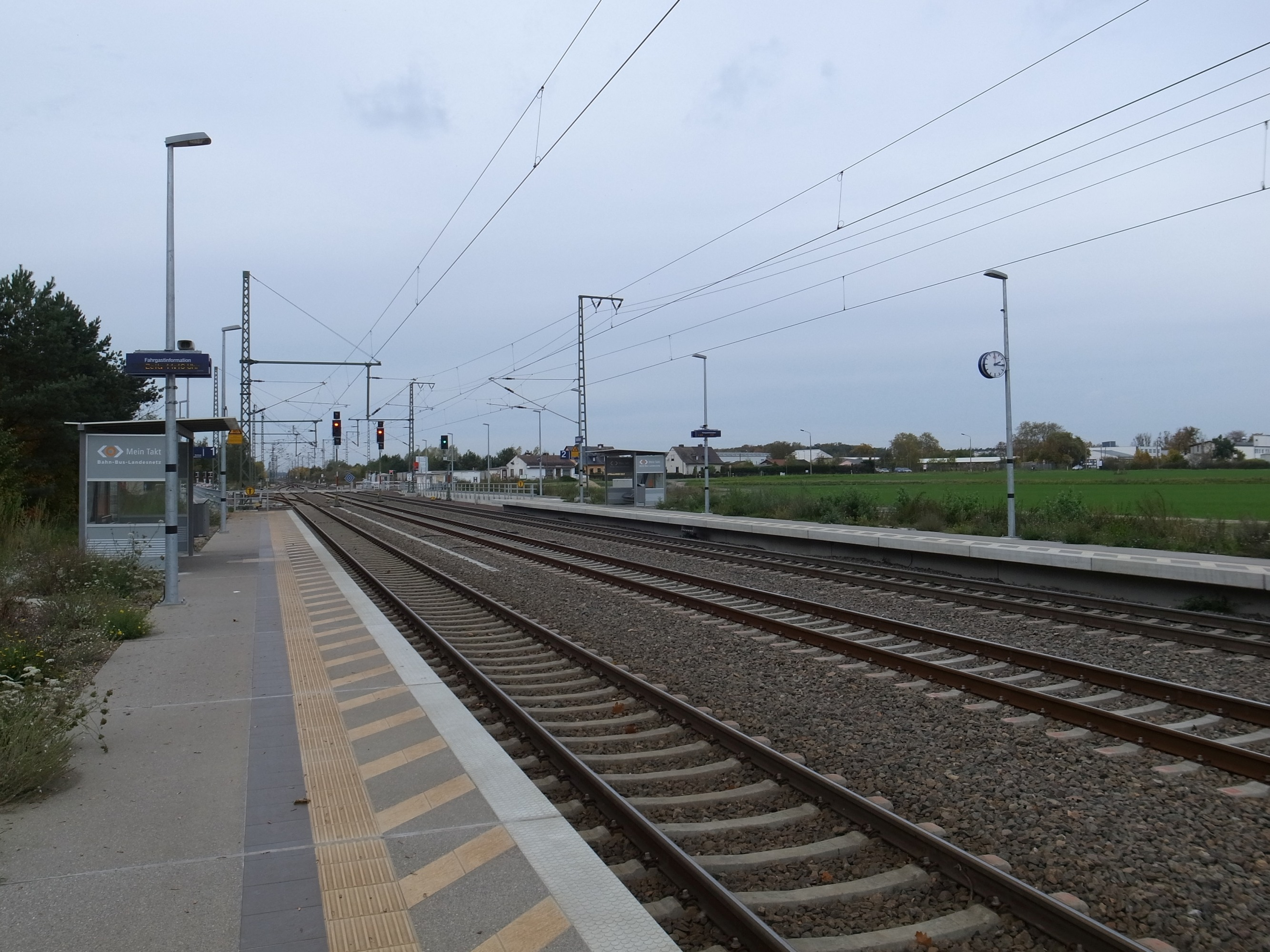
Bahnhof Rodleben

Der Bahnhof Rodleben liegt an der Bahnstrecke Trebnitz–Leipzig.